# Nagojanahalli
Nagojanahalli is een panchayatdorp in het district Krishnagiri van de Indiase staat Tamil Nadu. 

## Demografie
Volgens de Indiase volkstelling van 2001 wonen er 8.402 mensen in Nagojanahalli, waarvan 51% mannelijk en 49% vrouwelijk is. De plaats heeft een alfabetiseringsgraad van 60%. 